# Апресов, Сергей Сергеевич
Сергей Сергеевич Апресов (род. 10 марта 1983, Москва) — российский журналист, телеведущий, популяризатор науки, главный редактор журнала «Цифровой океан», в прошлом — главный редактор журналов «Вокруг света» и «Популярная механика».

## Биография
Родился в Москве. В 2005 году окончил Финансовую академию при правительстве РФ, с 2002 года работал журналистом в ИД «Потребитель», с 2006 года — сотрудник редакции журнала «Популярная механика», в мае 2008-го стал его главным редактором. С апреля 2016-го по декабрь 2020 года работал главным редактором журнала «Вокруг света». С декабря 2020 года — главный редактор журнала «Цифровой океан».

## Журналистика и популяризация науки
Помимо работы в журналах «Популярная механика» и «Вокруг света», Сергей Апресов вёл телепрограмму «Дело техники» на телеканале Discovery. 26 эпизодов программы появились в эфире с 3 июня по 19 августа 2011 года.
Сергей Апресов ведёт научно-популярный блог «Объясню за две минуты», где на примере инфографики рассказывает о том, как работают различные механизмы, устройства, природные явления и так далее.
Неоднократно выступал на различных радиостанциях — «Серебряный дождь», «Маяк», вёл рубрику «Технопресс с Апресовым» в передаче «Вечерний Ургант».
Выступал в качестве судьи на международном конкурсе дизайна James Dyson Award, «научных боях» Stand-Up Science Всероссийского инновационного конвента, национальной премии «Моя планета» и так далее.
Занимается популяризацией науки, читает лекции на темы техники и журналистики. Один из ведущих III акванара National Sailing Wellness Days. Вёл мастер-класс в рамках «Мастерской научной журналистики» на факультете журналистики МГУ.

## Награды и премии

### Награды в области медиаменеджмента
- Рейтинг молодых медиа-менеджеров России 2012, позиция A (нижняя часть верхнего диапазона рейтинга). Должность: главный редактор журнала «Популярная механика», ИД Independent Media; сфера — создание контента (продукта)[14].
- Рейтинг молодых медиа-менеджеров России 2013, позиция AAA (верхняя часть верхнего диапазона рейтинга). Должность: главный редактор журнала «Популярная механика», ИД Independent Media; сфера — создание контента (продукта)[14].
- Рейтинг молодых медиа-менеджеров России 2014, позиция AA (средняя часть верхнего диапазона рейтинга). Должность: главный редактор журнала «Популярная механика», ИД Independent Media; сфера — создание контента (продукта)[14].
- Рейтинг молодых медиа-менеджеров России 2015, позиция AAA (верхняя часть верхнего диапазона рейтинга). Должность: главный редактор журнала «Популярная механика», ИД Independent Media; сфера — создание контента (продукта)[14].
- Рейтинг молодых медиа-менеджеров России 2016, позиция AA (средняя часть верхнего диапазона рейтинга). Должность: главный редактор журнала «Популярная механика», ИД Independent Media; сфера — создание контента (продукта)[14].
- Рейтинг молодых медиа-менеджеров России 2017, позиция A (нижняя часть верхнего диапазона рейтинга). Должность: главный редактор журнала «Вокруг света», ИД Hearst Shkulev Media; сфера — создание контента (продукта)[14].

## Хобби
Сергей Апресов занимается музыкой, пишет и исполняет песни в рамках проекта Squirrel Flea.

### Научно-популярные издания
- «Популярная механика. Занимательные опыты и эксперименты». Научно-популярное издание. Скоренко Т., Апресов С., Мамонтов Д., Егоров И., Горячкин Д., Черняускас В. [Под редакцией Скоренко Т.] М.: АСТ, 2018. ISBN 978-5-17-096930-2[16]
- «Популярная механика. Занимательные опыты и эксперименты». Научно-популярное издание (2-е изд., исправленное и дополненное). Скоренко Т., Апресов С., Мамонтов Д., Егоров И., Горячкин Д., Черняускас В. [Под редакцией Скоренко Т.] М.: АСТ, 2018. ISBN 978-5-17-109869-8[17]
- «Популярная механика. Оружие и боевая техника: вчера, сегодня, завтра». Научно-популярное издание. Макаров О., Грек А., Лазарев К., Мамонтов Д., Фишман Р., Ваннах М., Цыгикало Н., Скоренко Т., Грановский Ю., Тиунов Д., Беляков Д., Апресов С. [Под редакцией Макарова О.] М.: АСТ, 2018. ISBN 978-5-17-102383-6[18]